# Lygodium
Lygodium Sw. è un genere di piante dell'ordine Schizaeales, unico genere della famiglia Lygodiaceae M.Roem..

## Descrizione
Le felci del genere Lygodium sono piante terrestri con sottili fusti ramificati. Le fronde sono pennate e spesso più lunghe di diversi metri e sono rampicanti per mezzo di un rachide avvolgente. Le pinnule sono intere o palmate ed alle loro estremità si sviluppano i sori.

## Tassonomia
Il genere comprende le seguenti specie:
- Lygodium altum (C.B.Clarke) Alderw.
- Lygodium articulatum A.Rich.
- Lygodium auriculatum (Willd.) Alston
- Lygodium boivinii Kuhn
- Lygodium borneense Alderw.
- Lygodium circinnatum (Burm.f.) Sw.
- Lygodium cubense Kunth
- Lygodium dimorphum Copel.
- Lygodium flexuosum (L.) Sw.
- Lygodium heterodoxum Kunze
- Lygodium hians E.Fourn.
- Lygodium japonicum (Thunb.) Sw.
- Lygodium kerstenii Kuhn
- Lygodium lanceolatum Desv.
- Lygodium longifolium (Willd.) Sw.
- Lygodium merrillii Copel.
- Lygodium microphyllum (Cav.) R.Br.
- Lygodium oligostachyum (Willd.) Desv.
- Lygodium palmatum (Bernh.) Sw.
- Lygodium polystachyum Wall. ex T.Moore
- Lygodium radiatum Prantl
- Lygodium reticulatum Schkuhr
- Lygodium salicifolium C.Presl
- Lygodium smithianum C.Presl ex Kuhn
- Lygodium trifurcatum Baker
- Lygodium venustum Sw.
- Lygodium versteegii Christ
- Lygodium volubile Sw.
- Lygodium yunnanense Ching